# Шомерсен
Шомерсе́н (фр. Chaumercenne) — коммуна во Франции, находится в регионе Франш-Конте. Департамент — Верхняя Сона. Входит в состав кантона Пем. Округ коммуны — Везуль.
Код INSEE коммуны — 70142.

## География
Коммуна расположена приблизительно в 300 км к юго-востоку от Парижа, в 31 км западнее Безансона, в 55 км к юго-западу от Везуля.

## Население
Население коммуны на 2010 год составляло 152 человека.
| 1962 | 1968 | 1975 | 1982 | 1990 | 1999 | 2010 |
| ---- | ---- | ---- | ---- | ---- | ---- | ---- |
| 178  | 160  | 133  | 129  | 141  | 138  | 152  |

## Экономика
В 2010 году среди 91 человека трудоспособного возраста (15—64 лет) 67 были экономически активными, 24 — неактивными (показатель активности — 73,6 %, в 1999 году было 65,4 %). Из 67 активных жителей работали 57 человек (30 мужчин и 27 женщин), безработными было 10 (6 мужчин и 4 женщины). Среди 24 неактивных 4 человека были учениками или студентами, 13 — пенсионерами, 7 были неактивными по другим причинам.

## Достопримечательности
- Крест-ораторий (1622—1623 года). Исторический памятник с 1980 года[3]